# عیسی زیراهی
عیسی زیراهی (متولد ۱۳۵۸ در خرمشهر) بازیکن والیبال نشسته عضو تیم ملی والیبال نشسته مردان ایران است.
وی با پنج مدال طلا و دو نقره، پرافتخارترین ورزشکار جهان در رشتهٔ والیبال معلولان است.

## سابقه
زیراهی از ۱۶سالگی به‌طور جدی والیبال نشسته را در شهرستان محلات (استان مرکزی) آغاز کرد. او در ۱۳۷۷ش به عضویت تیم ملی ایران درآمد و یک‌سال بعد در اولین حضور بین‌المللی خود، به مدال طلای رقابت‌های آزاد فنلاند دست یافت؛ زیراهی دارندهٔ مدال نقرهٔ پارالمپیک آتن (۲۰۰۴) و گردن‌آویز طلای والیبال نشستهٔ پارالمپیک پکن (۲۰۰۸) است. در کارنامهٔ این والیبالیست که عضو باشگاه ذوب‌آهن اصفهان است و با پیراهن این تیم به دو مقام قهرمانی لیگ والیبال نشستهٔ کشور رسیده، یک مدال طلای جهانی و یک گردن‌آویز طلای آسیایی دیده می‌شود.

## افتخارات
در بازی‌های پارالمپیک تابستانی ۲۰۱۲ لندن، وی به همراه تیم ملی والیبال ایران با شکست روآندا، بریتانیا، روسیه، بوسنی و هرزگوین، چین، برزیل به دیدار پایانی راه یافت. اما در این مسابقه با شکست برابر بوسنی و هرزگوین نایب قهرمان شد و نشان نقره را به گردن آویخت.
همچنین به همراه تیم ملی والیبال نشسته ایران برای شرکت در بازی‌های پارالمپیک تابستانی ۲۰۱۶ عازم ریودوژانیرو شد، و توانست با شکست بوسنی و هرزگوین در دیدار نهایی به مقام قهرمانی مسابقات و نشان طلا دست یابد.
در پارالمپیک پاریس در ۲۰۲۴ نیز عیسی زیراهی عضو تیم قهرمان والیبال نشسته ایران بود. او در فینال مقابل بوسنی، سه ست اول را بازی کرد.